# Beaussais-Vitré
Beaussais-Vitré es una comuna nueva francesa situada en el departamento de Deux-Sèvres, de la región de Nueva Aquitania.

## Historia
Fue creada el 1 de enero de 2013, en aplicación de una resolución del prefecto de Deux-Sèvres de 21 de noviembre de 2012 con la unión de las comunas de Beaussais y Vitré, pasando a estar el ayuntamiento en la antigua comuna de Beaussais.

## Demografía
| Gráfica de evolución demográfica de Beaussais-Vitré entre 1800 y 2010 |
|                                                                       |

Los datos entre 1800 y 2010 son el resultado de sumar los parciales de las dos comunas que forman la nueva comuna de Beaussais-Vitré, cuyos datos se han cogido de 1800 a 1999 (o a 2006 según corresponda), para las comunas de Beaussais y Vitré de la página francesa EHESS/Cassini. Los demás datos se han cogido de la página del INSEE.

## Composición
| Comuna delegada | Código INSEE | Población (2010) | Superficie (km²) | Densidad (hab./km²) |
| --------------- | ------------ | ---------------- | ---------------- | ------------------- |
| Beaussais       | 79030        | 423              | 15.75            | 27                  |
| Vitré           | 79353        | 532              | 9.87             | 54                  |